# أبو الفضل عبد الواحد التميمي
أبو الفضل عبد الواحد بن عبد العزيز بن الحارث التميمي البغدادي الحنبلي إمام وفقيه، ورئيس الحنابلة في عصره.
حدث عن: أبيه عبد العزيز بن الحارث التميمي، وعبد الله بن إسحاق الخراساني، وأبي بكر النجاد، وأحمد بن كامل، وعدة. وعنه حدث: الخطيب، ورزق الله التميمي ابن أخيه، وعمر بن عبيد الله بن عمر المقرئ، وجماعة. قال الخطيب البغدادي: «كان صدوقًا، دفن إلى جنب قبر الإمام أحمد، وحدثني أبي وكان ممن شيعه أنه صلى عليه نحو من خمسين ألفا رحمه الله». قال الذهبي: «كان صديقا للقاضي أبي بكر بن الباقلاني وموادا له».
توفي سنة 410 هـ.

## مؤلفاته
- اعتقاد الامام المبجل أحمد بن حنبل.[2]